# Fibrocito
El fibrocito es una célula menor que tiende a ser fusiforme y tiene menor número de prolongaciones que el fibroblasto, presenta núcleo más pequeño, alargado y oscuro. En procesos de cicatrización, el fibrocito puede volver a sintetizar fibras.
Cuando el fibroblasto disminuye su actividad, se lo denomina fibrocito. Estos son incapaces de dividirse y, por ello, la restitución del tejido conectivo se efectúa mediante el crecimiento de jóvenes fibroblastos.
- Datos: Q152093